# Jean Zerbo
Jean Zerbo, född 27 december 1943 i Ségou, Mali, är en malisk kardinal och ärkebiskop.

## Biografi
Jean Zerbo studerade i Lyon och senare i Rom, där han avlade licentiatexamen. Zerbo prästvigdes 1971.
År 1988 utnämndes Zerbo till titulärbiskop av Accia och hjälpbiskop av Bamako och vigdes den 20 november samma år. År 1994 blev han biskop av Mopti och fyra år senare, 1998, ärkebiskop av Bamako.
Den 28 juni 2017 kreerade påve Franciskus Zerbo till kardinal med Sant'Antonio da Padova in Via Tuscolana som titelkyrka. Vid samma tillfälle kreerades även Juan José Omella Omella, Anders Arborelius, Louis-Marie Ling Mangkhanekhoun och Gregorio Rosa Chávez till kardinaler.
I egenskap av ärkebiskop har Zerbo uppmanat Malis kristna och muslimer till dialog.